# The Things We Do For Love
The Things We Do For Love var en hitsang, skrevet af Graham Gouldman og Eric Stewart fra bandet 10cc. Sangen blev udgivet som single i 1977 og var med på albummet Deceptive Bends fra samme år. 